# Velika Žuljevica
Velika Žuljevica är ett samhälle i Bosnien och Hercegovina.   Det ligger i entiteten Republika Srpska, i den nordvästra delen av landet, 200 km nordväst om huvudstaden Sarajevo. Velika Žuljevica ligger 247 meter över havet och antalet invånare är 258.
Terrängen runt Velika Žuljevica är huvudsakligen kuperad, men västerut är den platt. Terrängen runt Velika Žuljevica sluttar västerut. Närmaste större samhälle är Bosanski Novi, 8,2 km sydväst om Velika Žuljevica. 
I omgivningarna runt Velika Žuljevica växer i huvudsak lövfällande lövskog. Runt Velika Žuljevica är det ganska tätbefolkat, med 67 invånare per kvadratkilometer.